# Ứng suất

Ảnh 1.1 Ứng suất trong vật liệu biến dạng liên tục.

Ảnh 1.2 ứng suất kéo trên một mẫu hình lập phương

Ảnh 1.4 Ứng suất kéo trong thanh trụ. ứng suất hay lực phân bố trên một mặt cắt của thanh trụ không phải là một đơn vị. Ngoài ra, ứng suất trung bình là ứng xuất xấp xỉ.

Ứng suất, còn gọi là sức căng, là đại lượng biểu thị nội lực phát sinh trong vật thể biến dạng do tác dụng của các nguyên nhân bên ngoài như tải trọng, sự thay đổi nhiệt độ, v.v.
Phương trình ứng suất tổng quan:
{\displaystyle {\sigma \left\vert s\right\vert }={\frac {F}{A}}}
trong đó: σ là ứng suất, F là lực và A diện tích bề mặt.
có quan hệ với:
- Ứng suất (vật lý)
  - Ứng suất kéo
  - Ứng suất nén
  - Ứng suất cắt
  - Ứng suất uốn
  - Ứng suất xoắn
  - Áp lực
- Ứng suất đàn hồi trong kỹ thuật chế tạo máy

## Trang liên quan
- Kéo
- nén
- uốn
- Sự chảy dẻo